# 德欧学校
德欧学校（英語：d'Overbroeck's）是一所独立、男女同校的走读和寄宿学校，面对 11 至 18 岁的学生。其隶属于诺德安达教育集团（Nord Anglia Education），位于英国牛津。它由三个校区组成：7-11 年级，国际部和大学预科。

## 历史
德欧学校是由 Malcolm van Biervliet D'Overbroeck 和他的朋友兼同事 Richard Knowles 于 1977 年创立的，最初作为一所预科学校。范比尔夫利特先生在学校教授法语和西班牙语 长达30 年，直至 2007 年退休。学院最初设立在范比尔夫利特先生的家中。

## 学生
2022 年，学校中一共有 744 名学生。其中国际部有 125 名；7-11 年级有 196 名；大学预科有 423 名。
在预科，大约一半的学生是英国人，另一半的学生来自世界各地；一半学生是寄宿生，另一半是走读生。

## 考试成绩
2022 年，德欧学校的学生取得了下列成就：
7-11 年级
（最低等级 1，最高等级 9）
- 有 63% 的学生取得了等级 7 至 9
- 有 38% 的学生取得了等级 8 至 9
- 所有考生中有 15% 取得了等级 9

国际部
（最低等级 1，最高等级 9）
- 有 44% 的学生取得了等级 8 至 9（相当于 A*）
- 有 65% 的学生取得了等级 7 至 9（相当于 A 至 A*）
- 所有考生中有 25% 取得了等级 9

大学预科
- 有 66% 的学生取得了 A 至 A*
- 有 87% 的学生取得了 B 至 A*
- 有 44%的学生在所修的每门科目上均获得 A 或 A* 成绩

2023年，德欧学校中 53.1% 的学生取得了 A 或者 A* 

## 认证
德欧学校隶属于独立学校理事会(ISC)。它也是英国寄宿学校协会 (BSA) 和校长协会(SHHIS) 的成员。

## 校友
- 鲁伯特·弗兰德，演员[來源請求]</link>
- 威尔·杨，歌手